# Finsch (månekrater)
Finsch er et mindre nedslagskrater på Månen med en diameter på 4 km. Det befinder sig på Månens forside og er opkaldt efter den tyske zoolog Otto F.H. Finsch (1839 – 1917).
Navnet blev officielt tildelt af den Internationale Astronomiske Union (IAU) i 1976. 

## Omgivelser
Finschkrateret ligger i den midterste del af Mare Serenitatis, syd-sydøst for Sarabhaikrateret. 

## Karakteristika
Krateret er blevet helt dækket af materiale fra maret, så det danner et spøgelseskrater i lavasletten.

## Måneatlas
- Billeder af Finschkrateret i LPI-måneatlasset